# David Wijnveldt
David Wijnveldt (ur. 15 grudnia 1891 w Jember, zm. 28 marca 1962 w Zutphen) – piłkarz holenderski grający na pozycji pomocnika. W swojej karierze rozegrał 13 meczów w reprezentacji Holandii.

## Kariera klubowa
W swojej karierze piłkarskiej Wijnveldt grał w klubie UD Deventer.

## Kariera reprezentacyjna
W reprezentacji Holandii Wijnveldt zadebiutował 29 czerwca 1912 roku w wygranym 4:3 meczu Igrzysk Olimpijskich w Sztokholmie ze Szwecją. Na tych igrzyskach zdobył z Holandią brązowy medal. W kadrze narodowej od 1912 do 1915 roku rozegrał 13 meczów.